# Pinki (ur. 1996)
Pinki Pinki (ur. 10 października 1996) – indyjska zapaśniczka walcząca w stylu wolnym. Zajęła piąte miejsce na mistrzostwach Azji w 2018. Złota medalistka mistrzostw Wspólnoty Narodów w 2016 roku.